# 200 mm Type 3
Il cannone da 20 cm Type 3 (五十口径三年式二〇糎砲?, gojūkōkei san-nen-shiki ni-maru centi-hō) costituì l'armamento principale degli incrociatori pesanti della Marina imperiale giapponese durante la seconda guerra mondiale e fu anche installato sulle prime due portaerei nipponiche. La dotazione tipica era di dieci pezzi a nave; tuttavia gli incrociatori classe Tone montavano otto pezzi, mentre la classi Furutaka e Aoba (così come la portaerei Akagi dopo il riammodernamento) ebbero solo sei pezzi.

## Storia
Subito dopo il termine della prima guerra mondiale la Marina imperiale giapponese richiese una nuova generazione di "incrociatori esploratori" da 7 600 tonnellate, per fornire la flotta da battaglia di unità avanzate e bene armate per localizzare e agganciare le squadre avversarie; tra le specifiche era indicato un cannone navale da 200 mm di calibro. Studi preliminari per un'arma di questo tipo, in realtà, erano stati avviati e condotti dall'arsenale di Kure sin dal 1916, ma solo quattro anni più tardi la progettazione progredì rapidamente: un prototipo fu testato con successo nel 1921 e infine, dopo alcune modifiche minori, il pezzo fu ufficialmente immesso in servizio nel 1923 con la denominazione abbreviata "Type 3". Il nome era dovuto all'anno di sviluppo del blocco otturatore, il terzo di regno dell'imperatore Taishō, cioè il 1914 Nel 1930 e 1931 il progetto del Type 3 fu rivisto per aumentare il calibro a 203 mm, il massimo consentito sugli incrociatori dal trattato navale di Londra dell'aprile 1930: nel 1931 la Marina accettò dunque il nuovo cannone, che fu designato Type 3 2 Gō ("Numero 2"). Pertanto il pezzo originale ebbe aggiunta retroattivamente la dizione 1 Gō ("Numero 1").
L'arsenale di Kure e, in minor misura, le officine di Muroran, produssero circa 300 cannoni Type 3 di entrambi i modelli.

## Caratteristiche
La bocca da fuoco era di tipo composito, con un tubo interno "A", un tubo più esterno e la camiciatura esterna a tutta lunghezza. I primi pezzi vennero realizzati parzialmente in filo avvolto. La munizione era del tipo a cartoccio sacchetto, con la carica propellente in polvere nera contenuta in due sacchi. L'otturatore era a vite interrotta tipo Welin, utilizzato anche sui cannoni navali 40 cm/45 Type 94, 155 mm Type 3, 140 mm Type 3, 127 mm Type 3 e 120 mm Type 3.

## Versioni

### 1 Gō ("Numero 1")
Il primo modello di questo cannone utilizzava una carica di 32,63 kg per lanciare una munizione in calibro 200 mm, pesante 110 kg, alla velocità alla volata di 870 m/s. La vita utile della canna, lunga 10 metri, era di 300 colpi a piena carica. Inizialmente i cannoni di questo modello furono installati su un affusto singolo Type A ad alzo modesti (25°) a bordo dei Furutaka, su torri binate Type C (alzo di 40°) sugli Aoba e in torri binate Type D (alzo 40°) sui Myoko. Rispetto alla versione successiva 2 Gō si distingue per un brusco scalino sulla camiciatura esterna.

### 2 Gō ("Numero 2")
Il secondo modello impiegava una carica di lancio più potente da 33,8 chili per lanciare un proietto in calibro 203 mm pesante 126 chili, alla velocità di 835 m/s. La cadenza di tiro variava da 4-5 colpi al minuto mantenendo un alzo ridotto fino a 2-3 colpi al minuto con alzo completo. La vita utile prevista della canna (che non era stata accorciata) variava da 320 a 400 colpi alla massima carica. La scelta di installare questo modello sulla classe Takao in torri binate Type E (70° di alzo massimo) fu influenzata dall'osservazione della classe County in servizio con la Royal Navy.
Tuttavia le Type E vennero presto riprogettate per limitare l'alzo a 55°, poiché quello a 70° le rendeva difficilmente operabili: tutte le torri del Maya e dei due esemplari classe furono modificate e installate direttamente in fase di costruzione. I modelli originali con i quali erano state equipaggiate le classi Furutaka e Mogami furono rimpiazzate in seguito, quando le singole navi tornavano in arsenale per essere rimodernate oppure revisionate. Progressivamente, infine, i cannoni 2 Gō sostituirono gli originali 1 Gō sugli impianti Type C e D in dotazione agli incrociatori pesanti giapponesi. Al dicembre 1941 tutti e diciotto gli incrociatori pesanti presentavano torrette binate equipaggiate con il cannone Type 3 numero 2.

### Installazione su portaerei
I cannoni 1 Gō su impianto singolo in barbetta avevano un gittata limitata a 22 000 metri a causa del modesto alzo massimo di soli 25°. Le portaerei giapponesi originariamente erano equipaggiate con quattro cannoni suddivisi in due torri binate Type B, con un'elevazione massima di 70°. Questi pezzi furono spostati in casamatta sulla portaerei Kaga nel 1934, mentre vennero semplicemente rimossi dalla Akagi nel 1936.

## Tipi di impianti

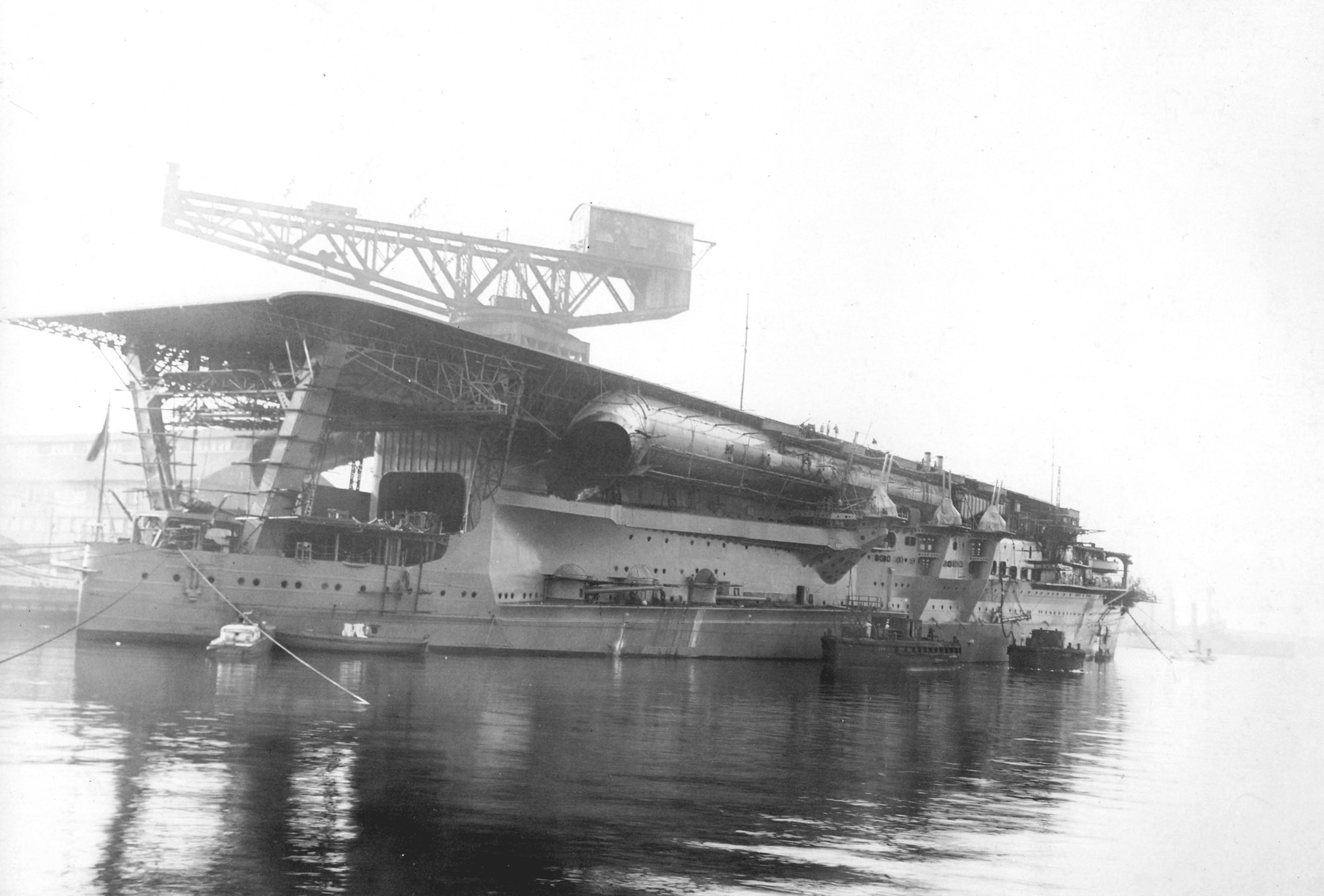
Tre 1 Gō in barbetta a poppa della portaerei Kaga

### Type A
L'impianto singolo Type A fu equipaggiato solo con il modello 1 Gō, alzo massimo 25°. Gli incrociatori classe Furutaka ebbero sei di tali torrette al momento dell'entrata in servizio. Sei Type A in casamatta furono aggiunti nel 1927 sulla Akagi e nel 1930 sulla Kaga, mentre quattro casematte vennero aggiunte alla Kaga nel 1934.

### Type B
L'impianto Type B fu armato solo dagli 1 Gō, con alzo massimo incrementato a 70°. Due torri binate furono installate sulla Akagi nel 1927 e sulla Kaga nel 1930, per poi essere rimosse rispettivamente nel 1936 e nel 1934. Su quest'ultima, però, i cannoni non furono eliminati bensì trasferiti in altrettante barbette addizionali.

### Type C
Tre torri binate Type C, con alzo massimo di 40°, furono installate solo a bordo degli esemplari classe Aoba: inizialmente armate con cannoni Type 2 1 Gō, furono poi dotate nel corso della ricostruzione del 1937-1938 con i Type 3 2 Gō da 203 mm.

### Type D
Cinque torri binate Type D, con alzo massimo di 40°, furono assegnate a ciascun esemplare della classe Myoko, originariamente tutte con il cannone Type 3 numero 1. I pezzi furono sostituiti con il modello 2 Gō  da 203 mm tra il 1931 e il 1934.

### Type E
Le torri binate Type E furono le uniche a essere progettate sin dall'inizio con il Type 3 numero 2. Nel 1931 gli incrociatori pesanti Takao, Atago e Chokai ebbero ognuno cinque torri binate con alzo massimo di 70°. Le prime prove di tiro in mare, però, dimostrarono che il pezzo non era utilizzabile per il tiro antiaereo e quindi durante le successive ricostruzioni l'alzo fu ridotto a 55°. Il Maya, unico nella classe Takao, ebbe le torri dell'armamento principale già modificate in corso di costruzione. Tre torri provenienti dagli incrociatori classe Myoko, dopo aver rinunciato ai pezzi 1 Gō per i più prestanti 2 Gō, rimpiazzarono gli originali impianti Type A dei Furutaka nel 1936-1937. La classe Tone fu completata nel 1937-1938 con quattro torri Type E binate e, infine, cinque nuove torri rimpiazzarono le vecchie torri triple da 155 mm della classe Mogami tra il 1939 e il 1941.
| Nave     | Impianto                                     |
| -------- | -------------------------------------------- |
| Akagi    | 6 cannoni 1 Gō in barbetta Type A, alzo 25°  |
| Aoba     | 3 torri binate Type C, alzo 40°              |
| Ashigara | 5 torri binate Type D, alzo 40°              |
| Atago    | 5 torri binate Type E, alzo 70°              |
| Chikuma  | 4 torri binate Type E, alzo 55°              |
| Chokai   | 5 torri binate Type E, alzo 70°              |
| Furutaka | 3 torri Type E, alzo 55°                     |
| Haguro   | 5 torri binate Type D, alzo 40°              |
| Kaga     | 10 cannoni 1 Gō in barbetta Type A, alzo 25° |
| Kako     | 3 torri binate Type E, alzo 55°              |
| Kinugasa | 3 torri binate Type C, alzo 40°              |
| Kumano   | 5 torri binate Type E, alzo 55°              |
| Maya     | 5 torri binate Type E, alzo 55°              |
| Mikuma   | 5 torri binate Type E, 55°                   |
| Mogami   | 5 torri binate Type E, alzo 55°              |
| Myoko    | 5 torri binate Type D, alzo 40°              |
| Nachi    | 5 torri binate Type D, alzo 40°              |
| Suzuya   | 5 torri binate Type E, alzo 55°              |
| Takao    | 5 torri binate Type E, alzo 70°              |
| Tone     | 4 torri binate Type E, alzo 55°              |